# 張小珠
鍾惠敏（1958年4月1日—），籍貫廣東河源，前臺灣女子籃球運動員，場上位置為前鋒與後衛，出身臺北社子國小、臺北陽明國中與致理商專，華航女籃元老球員。